# ヴァルター・ヴォルフルム
ヴァルター・ヴォルフルム(ドイツ語: Walter Wolfrum、1923年5月23日 - 2010年8月26日)は、ドイツの軍人。最終階級は空軍中尉。第二次世界大戦では総撃墜数137機を記録したエース・パイロットであり、その戦功から騎士鉄十字章を受章した。

## 経歴
1943年2月から、戦争が終結した1945年までの約2年程しか空軍に所属していなかったにもかかわらず、1944年6月1日にはすでに100機以上の撃墜を記録するという偉業を成し遂げている。ちなみに、ヴォルフルムが大戦中所属していたドイツ空軍第52戦闘航空団には、世界史上最多撃墜数を誇るエーリヒ・ハルトマンや、ハルトマンに次ぐ記録保持者ゲルハルト・バルクホルンなども所属していた。
第二次世界大戦終結後は曲技飛行のパイロットとして活躍し、1962年のドイツ選手権では優勝を収めている。

## 叙勲
- 戦傷章
- 空軍前線飛行章
  - 黄金空軍前線飛行章 (1943年7月22日)
- 鉄十字章
  - 二級鉄十字勲章1939年章 (1943年7月28日)
  - 一級鉄十字勲章1939年章 (1943年9月22日)
- 空軍名誉杯 (1944年4月20日)[1]
- ドイツ十字章
  - ドイツ十字章金章 (1944年5月18日)[2]
- 騎士鉄十字章
  - 騎士鉄十字章 (1944年7月27日)[3][注釈 1]